# 始海狮属
始海狮属（学名：Eotaria）是海狮科下的一个属。

## 下属物种
本属包括以下物种：
- 柑橘始海狮 Eotaria citrica Velez-Juarbe, 2017
- 隐始海狮 Eotaria crypta Boessenecker & Churchill, 2015